# Aramis

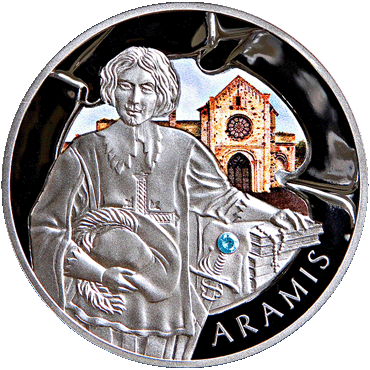
Aramis

Aramis és un dels tres mosqueters (els altres dos són Athos i Porthos) que protagonitzen, juntament amb d'Artagnan, la novel·la Els tres mosqueters de l'escriptor francès Alexandre Dumas. Dels tres mosqueters, és el que més històries amoroses té, i és alhora el més intel·lectual. L'autor es va inspirar en la figura històrica de l'abat laic Henri d'Aramitz o Aramis.